# Massnahmenzentrum Uitikon
Das Massnahmenzentrum Uitikon (MZU) in Uitikon, Schweiz, hat als Institution des Kantons Zürich die Aufgabe, die eingewiesenen männlichen jungen Straftäter im Alter zwischen 16 und 25 Jahren zu befähigen, selbstständig und gesetzestreu zu leben und für ihre Lebensgestaltung in jeder Beziehung Selbstverantwortung zu übernehmen. Das MZU verfügt über 30 Vollzugsplätze in der geschlossenen und 34 in der offenen Abteilung.
Um dieses Ziel zu erreichen, arbeiten im MZU die Bereiche Sozialpädagogik, Therapie und Ausbildung eng zusammen. Die Berufsausbildung ist dabei ein zentrales Mittel, damit sowohl die Integration in den Arbeitsprozess als auch die soziale Integration eines jungen Straftäters gelingen kann.
Neben der Berufsausbildung und dem Ausführen von Kundenaufträgen haben sich die MZU-Ausbildungsbetriebe auch auf das Herstellen von unkonventionellen Möbeln und Wohn-Accessoires spezialisiert. Die Produkte werden im eigenen Verkaufsladen angeboten.

## Geschichte

Aufnahme vom August 1964

Ein Zweckverband von 13 Gemeinden des Bezirkes Zürich kaufte 1873 das Gut Schloss Uitikon, um im folgenden Jahr eine «Korrektionsanstalt» für Frauen und Männer zu eröffnen. 1882 wurden die Gebäude vom Kanton Zürich übernommen.
Dieser errichtete 1925 die damalige Arbeitserziehungsanstalt (AEA). 2005 erfolgte der Abschluss des Organisationsentwicklungsprozesses «von der AEA zum MZU» mit der Implementierung der Konfrontativen Pädagogik als zentrales, handlungsleitendes Modell.
Am 1. Januar 2006 erfolgte die Namensänderung von «Arbeitserziehungsanstalt» (AEA) in «Massnahmenzentrum Uitikon» (MZU).